# NGC 1229
NGC 1229 je galaksija u zviježđu Eridan.

## Vanjske poveznice
- SEDS: NGC 1229